# Vexillum pardalis
Vexillum (Pusia) pardalis, tên tiếng Anh: Reeve's Bloodied Mitre, là một loài ốc biển nhỏ, là động vật thân mềm chân bụng sống ở biển trong họ Costellariidae.

## Miêu tả
Loài này có kích thước giữa 14January 2011April 2010}}

## Phân bố
Chúng phân bố ở Biển Đỏ, ở Ấn Độ Dương dọc theo Mauritius, Aldabra Atoll and vùng bể Mascarene và miền tây Thái Bình Dương Ocean (but not along Hawaii)